# Peugeot Type 1
La Peugeot Type 1 est le premier modèle d'automobile fabriqué et non commercialisé par Armand Peugeot, fondateur des automobiles Peugeot, en 1889.

## Historique
En 1858, les frères Léon et Henri Serpollet, artisans, fabriquaient des scies circulaires et des machines à couper le bois. Henri Serpolet découvre, par hasard, le principe de la vaporisation instantanée, principe qui permet de transformer l'eau en vapeur sous l'action de la chaleur, ce qui permet d'actionner un mécanisme. Les deux frères font breveter leur découverte le 25 octobre 1879.
En 1886, Léon Serpollet construit une chaudière dans laquelle il installe un petit serpentin en acier où l’eau circule et se transforme en vapeur. Plusieurs améliorations sont apportées et un nouveau brevet est déposé. La même année, la « Société des moteurs Serpollet Frères et Cie » est créée et ouvre un atelier rue des Cloÿs à Paris, dans le 18e arrondissement, où va être fabriqué son premier véhicule motorisé à la vapeur. Le projet prend forme le 7 mai 1888 avec les essais du premier tricycle animé par une chaudière et un moteur monocylindrique de 1 HP qui atteint la vitesse de 30 km/h. La transmission est assurée par des chaînes, la boîte de vitesses dispose de 2 rapports et trois personnes peuvent prendre place à bord.
Deux ans plus tard, le 17 avril 1891, Léon Serpollet obtient la première et unique autorisation officielle des autorités pour circuler dans les rues de Paris avec son engin, à condition de rouler à moins de 16 kilomètres à l'heure. 
Depuis Jean-Pierre Ier Peugeot au XIXe siècle, les Établissements Peugeot Frères se sont orientés vers la métallurgie et fabriquent toutes sortes d'outillages. En 1885, de retour d'Angleterre où il a passé une partie de sa vie, Armand Peugeot oriente l'activité société Peugeot Frères vers la fabrication de bicyclettes. 
Armand Peugeot, qui a l'esprit novateur, est séduit par la machine à vapeur de Léon Serpolet. Il fonde la société des automobiles Peugeot, et achète des moteurs à vapeur à Léon Serpollet pour construire son premier modèle, directement dérivé du tricycle Serpolet dont il expose le prototype Peugeot Type 1, un tricycle équipé d'une chaudière à vapeur de Léon Serpollet sur le stand Peugeot dans la galerie des « Machines et des Progrès Techniques » de l'Exposition universelle de Paris de 1889. 
Durant cette exposition, Armand Peugeot découvre l'invention phare de l'Allemand Gottlieb Daimler : le moteur à explosion à essence. Il décide alors de renoncer à la propulsion à vapeur pour ses futurs modèles et d'opter pour une solution plus légère, toujours appliquée à un tri ou quadricycle. Mais contrairement à Serpolet qui pouvait vendre des chaudières à vapeur fabriquées en France, Daimler ne pouvait vendre ses moteurs à l'étranger. Il faisait fabriquer ses moteurs jusqu'alors au gaz par les ateliers Panhard & Levassor, sous licence. Au terme d’un accord entre Armand Peugeot, Gottlieb Daimler, inventeur du moteur à essence Daimler Type P et fondateur du constructeur Daimler-Motoren-Gesellschaft qui deviendra Mercedes-Benz en 1926, et Émile Levassor, associé de René Panhard dans la société Panhard & Levassor qui fabrique les moteurs Daimler sous licence, le premier véhicule Peugeot à moteur essence, la Type 2 va être produite.